# 青山保光
青山 保光（あおやま やすみつ、1921年12月11日 - 没年不明）は日本の大蔵官僚。印刷局長、第一相互銀行社長、コスモ投信会長などを歴任。

## 来歴
大阪府出身。旧制一高を経て東京帝国大学法学部政治学科卒業。高等試験行政科を合格し、1947年5月 大蔵省入省。主計局属。1949年11月 前橋税務署長。 1954年7月 主計局主計官補佐（郵政・電気通信係主査）。1956年6月 近畿財務局理財部次長。1966年11月 大臣官房地方課長。1968年7月 日本万国博覧会事務局財務部長。1970年7月4日 印刷局長。1972年6月27日 退官。同年7月 医療金融公庫理事。1974年5月 第一相互銀行専務。1976年12月 同行取締役社長。1984年6月 同行取締役相談役。1986年6月 同行相談役。同年11月 コスモ投信取締役会長。

## 略歴
- 1947年5月：大蔵省入省。主計局属[1]。
- 1948年9月：経済安定本部財政金融局財務課。
- 1949年11月：前橋税務署長。
- 1950年10月：銀行局特殊銀行課長補佐。
- 1954年7月：主計局主計官補佐（郵政・電気通信係主査）。
- 1956年6月：近畿財務局理財部次長。
- 1958年6月：銀行局銀行課長補佐。
- 1960年6月：日本道路公団経理部資金課長。
- 1962年6月：大臣官房日本専売公社副監理官。
- 1963年5月：内閣官房内閣審議官 兼 総理府内閣総理大臣官房審議室参事官[3][4]。
- 1965年7月：銀行局金融制度調査官。
- 1966年11月：大臣官房地方課長。
- 1968年7月：日本万国博覧会事務局財務部長。
- 1970年7月4日：印刷局長。
- 1972年6月27日：退官。